# Cimitero ebraico (van Ruisdael)
Cimitero ebraico è un dipinto a olio su tela (84x95 cm) del pittore Jacob van Ruisdael, realizzato tra il 1653 ed il 1654 e conservato nella Gemäldegalerie di Dresda.
Come è piuttosto evidente, la scena è immaginaria (malgrado ciò, per l'edificio sullo sfondo Ruisdael si ispirò alle rovine del maniero di Egmont, in Germania). Quello che interessa al pittore è mettere in risalto le forze della natura e il tempo che scorre e che riduce in rovina ogni cosa. L'artista crea un'atmosfera di infinita tristezza che sembra dirci che nulla è destinato a durare su questa terra, a cominciare proprio dall'uomo. Questa amarissima constatazione si conclude con la desolante certezza della morte che vale per tutti e quindi anche per se stesso, tanto è vero che non esita a scrivere il proprio nome sulla tomba più vicina a chi sta osservando il quadro.
Può darsi che Il cimitero ebraico sia stato commissionato a Ruisdael dalla famiglia di Elías Montalto, la cui tomba è inclusa nel dipinto; né Scheyer né Slive, ambedue affermati storici dell'arte, ritengono quest'ipotesi infondata.
Attorno al 1660 Ruisdael dipinse pure un'altra versione de Il Cimitero ebraico, meglio conservata e più limpida nei colori, oggi conservata al Detroit Institute of Arts.